# 時習館 (三河吉田藩)

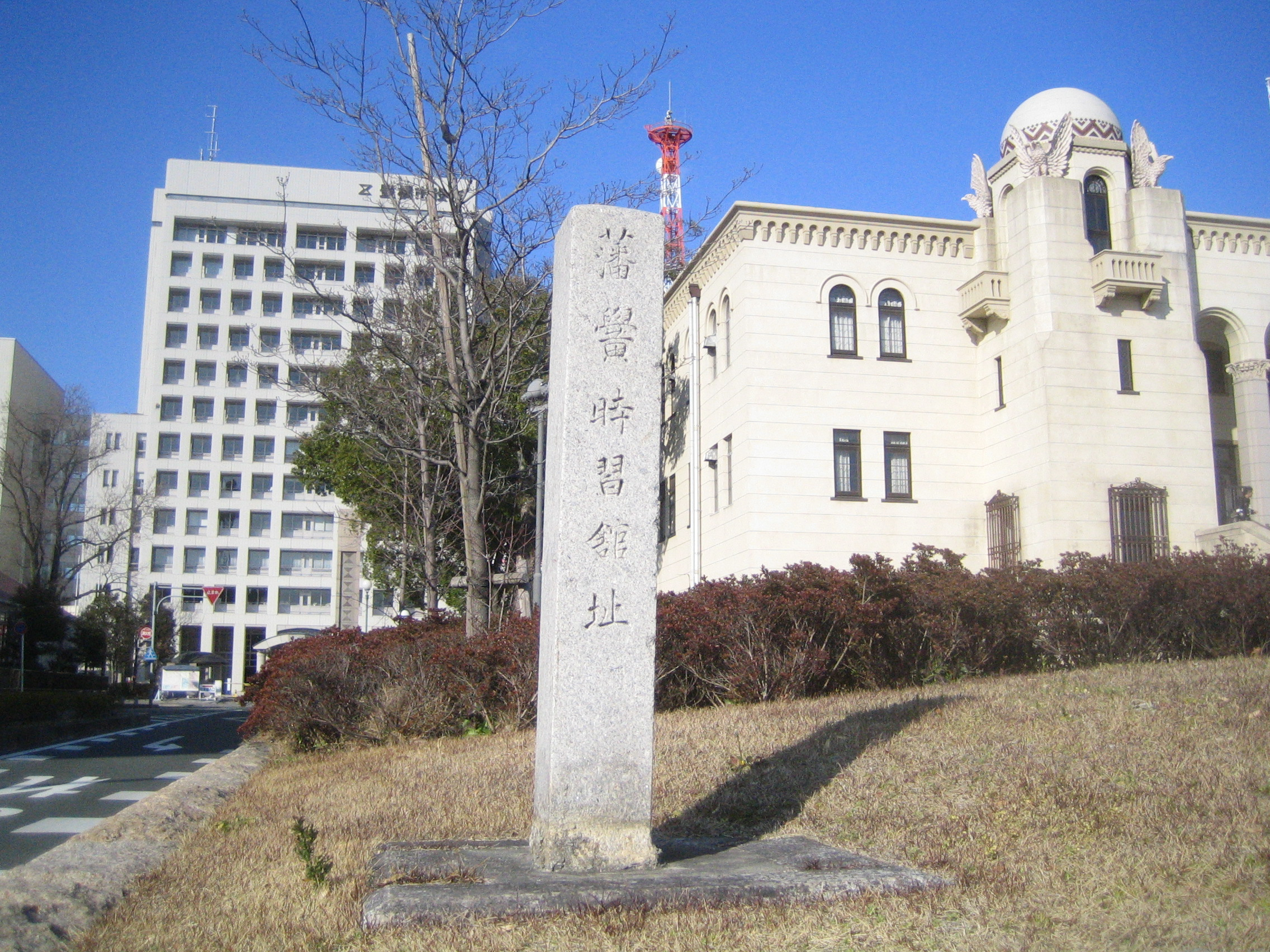
「藩黌時習館址」碑。後方右側は豊橋市公会堂、左側は豊橋市役所

時習館（じしゅうかん）は、三河吉田藩（現在の愛知県豊橋市）の藩校。

## 概要
同名の藩校は、藩校時習館（熊本藩）（宝暦5年（1755年）設立）をはじめ、大田原藩・笠間藩・桜井藩にある。また、この藩校の名を冠した県立の高等学校（愛知県立時習館高等学校）も存在する。

## 沿革
- 1752年（宝暦2年） - 藩校時習館、藩主松平信復により、城内の八丁小路（現在の豊橋市八町通）に設立。
- 1806年（文化3年） - 「時習館規条」制定。
- 1872年（明治5年） - 藩校時習館廃止。
- 1893年（明治26年） - 私立補習学校時習館（愛知県立時習館高等学校の前身）設立。藩校時習館の名を借りて称した。
- 1900年（明治33年） - 愛知第四中学校（ナンバースクール）へ改名。
- 1948年（昭和23年）10月 - 豊橋時習館高等学校の校名に改称し、「時習館」の名称が復活する。
- 1956年（昭和31年） - 愛知県立時習館高等学校に改称。

## 藩校名の由来
名は、孔子の『論語』の中の「学びて時にこれを習う（学而時習之）」からである。
三河吉田藩の上級家臣である北原忠兵衛忠光が藩校名を揮毫し、扁額とした。

## 教授
三浦竹渓（荻生徂徠の弟子）、西岡天津、中山美石、太田錦城、太田晴軒（錦城の三男）、山本謙斎、彦坂範善 など。
松平信明が藩主の時、太田錦城を教授として招いたが、実際に錦城が吉田に赴任したのは信順の代になってからであった。